# La figlia di Iorio
La figlia di Iorio è una tragedia in tre atti del 1903 di Gabriele D'Annunzio.

## Storia

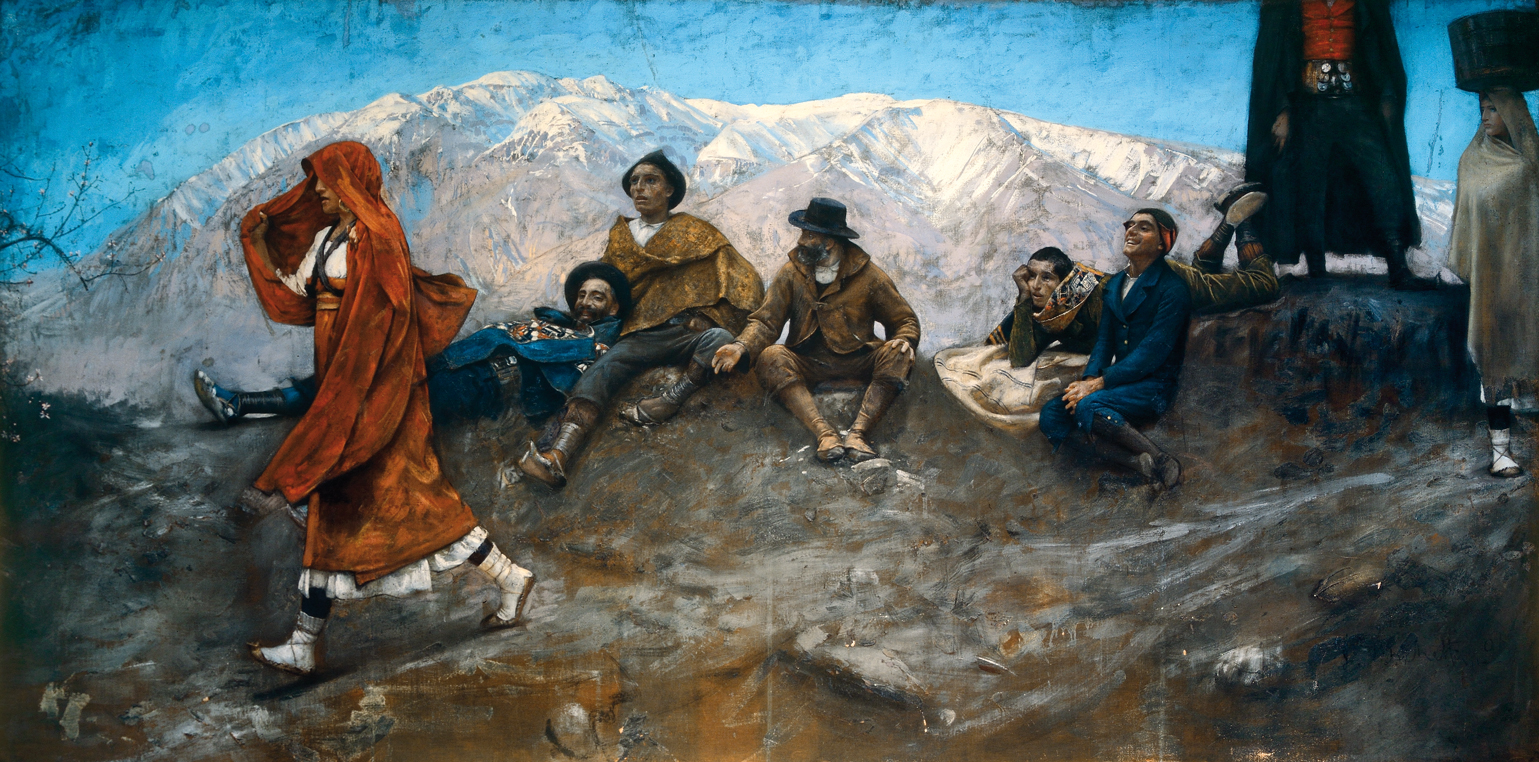
Francesco Paolo Michetti, La figlia di Iorio, 1895, tempera su tela, 280×550 cm. Palazzo del Governo, Pescara

L'autore, che proprio l'anno precedente aveva realizzato alcuni dei suoi capolavori lirici come Alcione, si distaccò da Eleonora Duse e piombò in una spirale di lussi e di debiti. Affrontò, dopo il successo della Figlia di Iorio, un breve periodo di difficoltà creativa ed artistica.
Lo stesso D'Annunzio scrisse in una lettera al pittore Francesco Paolo Michetti, amico e corealizzatore della trama:
In un'intervista del 1921, D'Annunzio affermò di non essersi ispirato all'omonimo dipinto del suo amico corregionale Francesco Paolo Michetti per la scrittura della tragedia, bensì ad una scena di vita quotidiana che vide accadere nel paese abruzzese di Tocco da Casauria insieme a Michetti stesso (da D'Annunzio qui soprannominato Ciccillo):
La prima rappresentazione avvenne al Teatro Lirico di Milano il 2 marzo 1904 con la compagnia teatrale di Virgilio Talli ed ebbe enorme successo.
La protagonista avrebbe dovuto essere Eleonora Duse, la cui relazione sentimentale con D'Annunzio era già in crisi, ma l'attrice si ammalò e il poeta non volle attendere il tempo necessario alla guarigione, così affidò la parte di Mila ad Irma Gramatica. Da alcune testimonianze risulta che la Duse non abbia mai dimenticato il dolore per quel torto subito.
Gli altri interpreti erano Ruggero Ruggeri (Aligi), Teresa Franchini (Candia della Leonessa), Oreste Calabresi (Lazaro) e Lyda Borelli (Favetta). Le scene e i costumi vennero affidate all'artista Francesco Paolo Michetti. Anche la prima rappresentazione in Abruzzo fu un vero trionfo: si tenne il giorno 23 giugno dello stesso anno al Teatro Marrucino di Chieti, città alla quale l'autore donò il manoscritto originale della tragedia.

## Trama

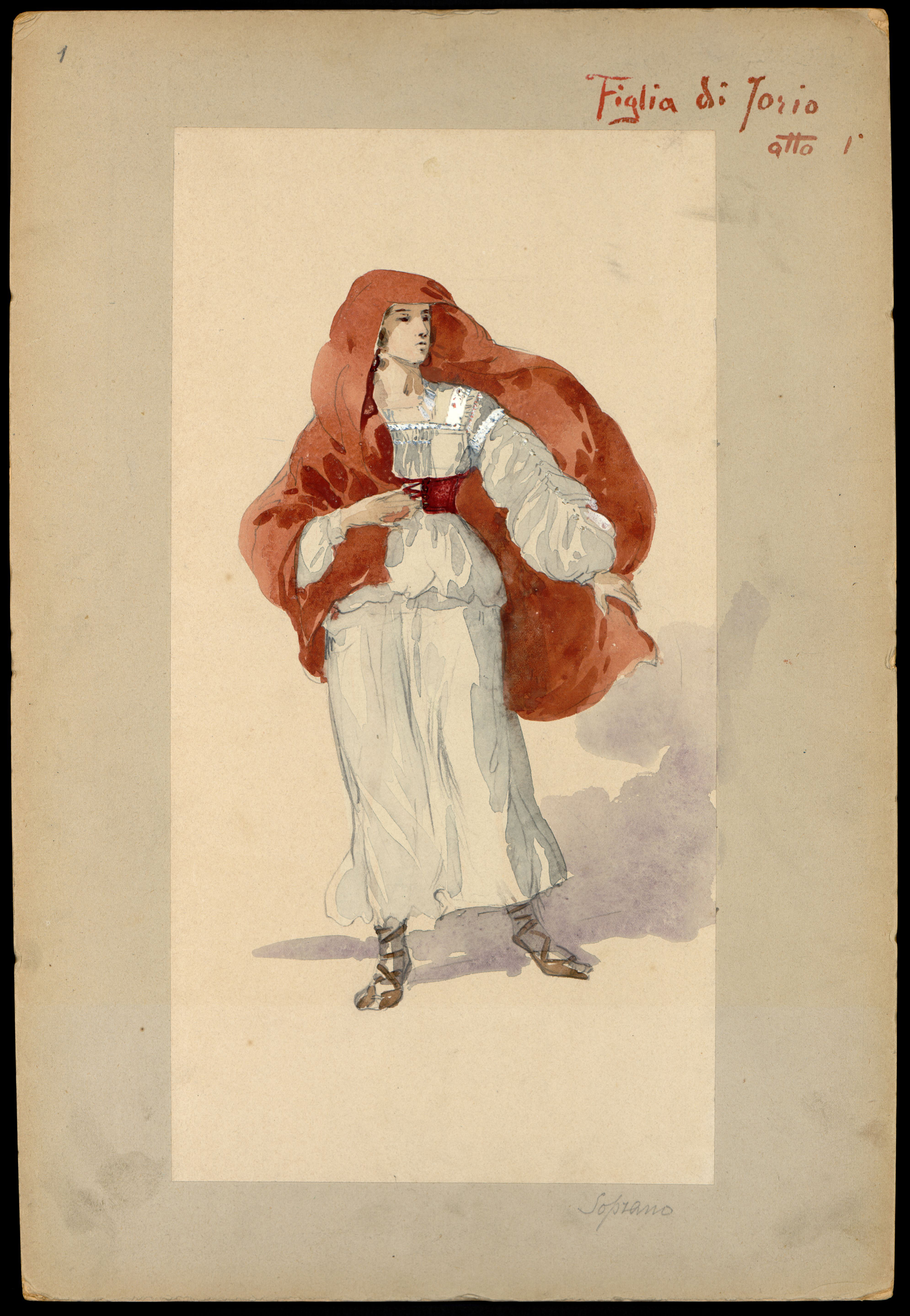
Figlia di Jorio (soprano), figurino per Figlia di Jorio atto 1 (1906). Archivio storico Ricordi

La vicenda è ambientata in Abruzzo, nel giorno di San Giovanni.
La famiglia di Lazaro, di Roio del Sangro, sta preparando le nozze del figlio Aligi; l'atmosfera è gaia grazie ai canti e ai dialoghi allusivi ed effervescenti delle tre sorelle. Aligi pare comunque turbato da strane sensazioni e presagi e si esprime in un linguaggio onirico. Mentre la cerimonia nuziale sta procedendo con un frammisto di riti rurali, ancestrali, pagani precristiani, irrompe nella casa Mila di Codra (la figlia di Iorio, un mago) per cercarvi rifugio; è una donna di cattiva fama, ma è costretta a fuggire per evitare le molestie di un gruppo di mietitori ubriachi.
Quando Aligi, incitato dalle donne presenti al matrimonio, sta per colpirla, viene fermato dalla visione dell'angelo custode e dai pianti delle sorelle; Aligi riesce persino a convincere i mietitori a rinunciare alla loro preda.
Mila e Aligi finiscono per convivere assieme in una caverna pastorale in montagna (la Grotta del Cavallone); la loro unione non è peccaminosa, anzi sperano ardentemente di recarsi a Roma per ottenere la dispensa papale e poi sposarsi felici e contenti.
Ma non è una favola, né tanto meno una storia a lieto fine, anzi la situazione precipita rapidamente: Ornella, una sorella di Aligi, addolora profondamente Mila con il racconto sullo stato di disperazione in cui è caduta la sua famiglia dopo la partenza di Aligi. Mila decide allora di fuggire, ma viene fermata da Lazaro che cerca di violentarla;
Aligi interviene a difendere la donna e nasce così una colluttazione tra padre e figlio che terminerà con la morte del primo.
Aligi evita la condanna solo per l'autoconfessione di Mila, che si addebita ogni colpa, autoproclamandosi strega. La giovane verrà condotta alla catasta per morire sulle fiamme.

## Temi

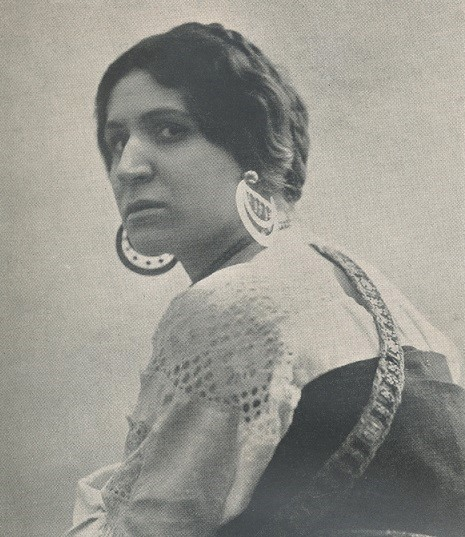
Irma Gramatica interpreta Mila nel 1904

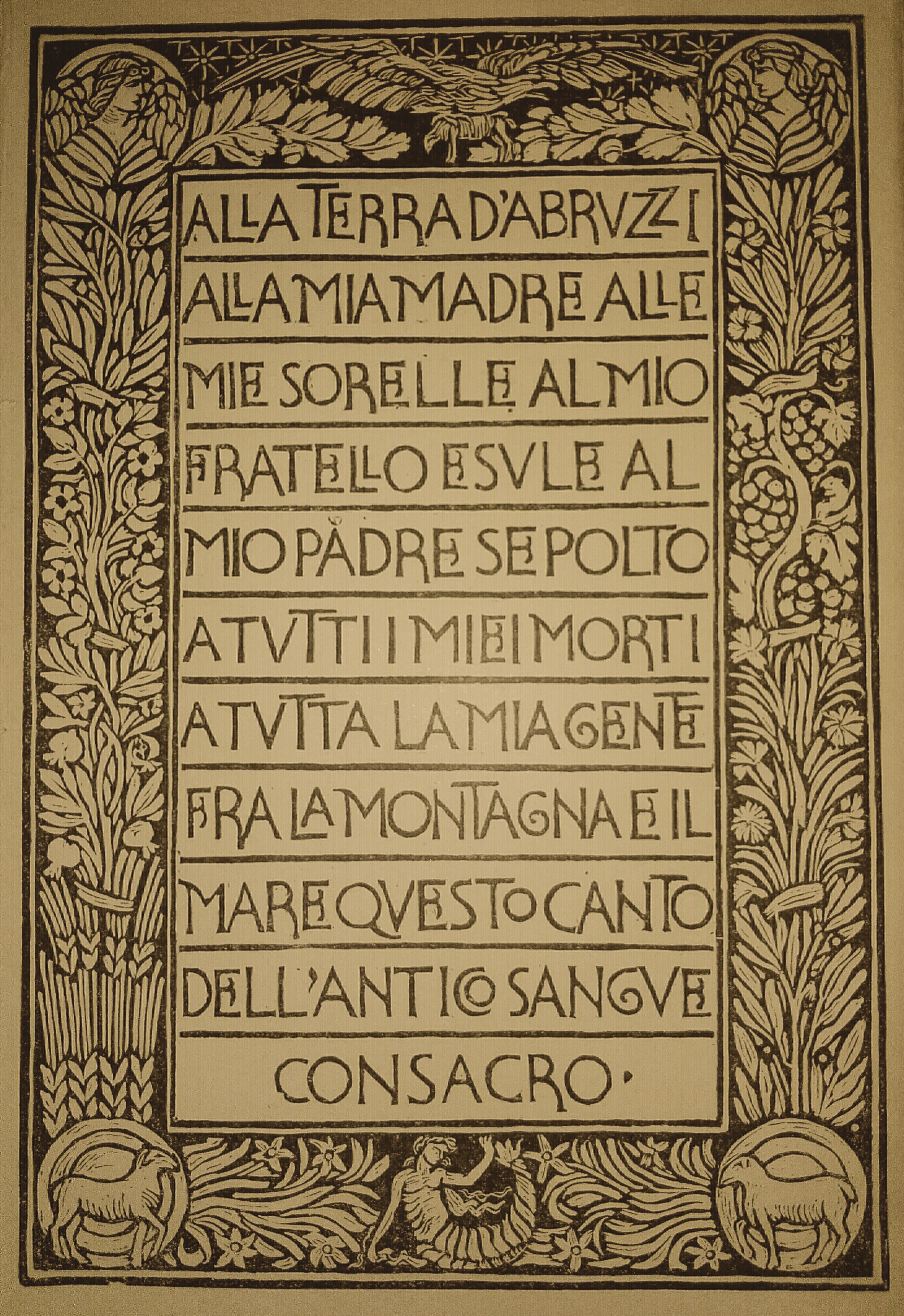
La figlia di Iorio, dedica di D'Annunzio, incisore e disegnatore De Carolis, Fratelli Treves Editori, 1904

L'autore stesso, nella lettera a Michetti, descrisse perfettamente le motivazioni e gli intenti dell'opera: rivivere le sue radici della terra natale, nell'intento di eternare le figure pastorali antiche, grazie alla scoperta dell'immutata sostanza della natura umana.
L'autore ricerca oggetti come utensili e suppellettili che abbiano l'impronta della vita vera, e nel tempo medesimo vuole diffondere sulla realtà dei quadri un velo di sogno antico. Perciò è proprio un sogno antico che riconduce il poeta alla sua terra d'origine, che nell'opera viene riportata ad uno stadio primitivo ed innocente, caratterizzato da usi e costumi arcaici. È infatti alla natura aspra della sua gente che il poeta salda la tragedia del destino.
È un'opera variegata, pervasa dal filo conduttore della musicalità dannunziana. Ecco perché sembra quasi rientrare nella normalità delle cose la vicinanza della frase ricercata e colta con la filastrocca basata su temi popolari; oppure il tono realistico alternato a quello trasognato, indefinito e misterioso.
Lo stesso poeta definirà il suo verso come: "intero, senza spezzamenti, semplice e diritto, entra nell'anima e vi resta".

## Accoglienza e critica
Le critiche, sia quelle contemporanee alla realizzazione dell'opera sia quelle successive, furono, generalmente, positive. Scrisse Ettore Paratore: «È l'unica opera del poeta, che pur concedendo il debito posto al furore dei sensi, si solleva in un clima in cui i palpiti dell'umana passionalità vibrano di una risonanza universale». Rileva invece Umberto Artioli: «Nei paesaggi-stati d'animo, negli oggetti-emblemi, nei personaggi che solidarizzano o si contrappongono come frammenti di un'unica individualità scissa in se stessa ed affiorante sulla scena in una pletora di sembianti diversi, circola quel che gli espressionisti definiranno Ich-Drama: un'opzione drammaturgica a fondamento allegorico in cui l'eredità romantica, prende quota su un impianto di sapore medievale».

## Opere derivate
La Figlia di Iorio è stata portata sullo schermo, all'epoca del muto, due volte. In occasione del centenario inoltre, il Comune di Pescara e Il Vittoriale hanno sostenuto la produzione della versione cinematografica della tragedia. L'ha diretta e prodotta il regista Mario A. Di Iorio, girandola in digitale. Elena De Ritis è Mila di Codra; Corrado Proia è Aligi.
È stata adattata per il teatro lirico due volte, da Alberto Franchetti (1906), in collaborazione coll'autore del dramma, e da Ildebrando Pizzetti (1954).
L'opera di D'Annunzio divenne oggetto di una parodia teatrale, rappresentata il 3 dicembre del 1904 al Teatro Mercadante di Napoli, ideata da Eduardo Scarpetta e intitolata Il figlio di Iorio. Scarpetta fu querelato dalla Società Italiana degli Autori ed Editori per plagio e contraffazione per la messa in scena senza autorizzazione scritta, ma in sede processuale l'autore napoletano venne assolto.

## Influenza culturale
L'opera è citata nel film di Renzo Arbore Il pap'occhio nella forma di un monologo portato da un'attrice (interpretata da Mariangela Melato) che effettua un provino con il regista, il quale non conoscendo assolutamente il testo scambia il titolo dell'opera come un tentativo di accreditarsi come "figlia di...". La scena si conclude con l'attrice che dà uno schiaffo al regista e va via scandalizzata.
Nel libro Lessico famigliare di Natalia Ginzburg, l'autrice ricorda che nella sua famiglia, la sera, si fosse soliti recitare La figlia di Jorio.

### Edizioni italiane
- Gabriele D'Annunzio, La figlia di Iorio: tragedia pastorale in tre atti, Milano, Fratelli Treves, 1904
- G. D'A., Tragedie, sogni e misteri, vol. II, a cura di Egidio Bianchetti, Milano, Mondadori, 1940, riedito successivamente nella collana "I Meridiani" (2013), a cura di Annamaria Andreoli e Giorgio Zanetti
- G. D'A., Tutto il teatro, vol. I, a cura di Giovanni Antonucci, Roma, Newton Compton, 1995

### Traduzioni
- La fille de Jorio: tragedie pastorale, traduzione in francese di Georges Hérelle, Parigi, Calmann-Lévy, 1906
- The daughter of Jorio: a pastoral tragedy, traduzione in inglese di Charlotte Porter, Pietro Isola e Alice Henry, Boston, Little Brown & Co., 1916
- "La figlia di Iorio" in abruzzese, traduzione in dialetto abruzzese di Cesare De Titta, in "Il Giornale d'Italia" , 18 sett. 1923, poi in C. De Titta, Teatro, vol. IV, Lanciano, Editr. Itinerari, 2000

### Studi
- Convegno internazionale di studi dannunziani, La figlia di Iorio: atti del 7º Convegno internazionale di studi dannunziani: Pescara, 24-26 ottobre 1985, Pescara, Ediars, 1993, nuova edizione, SBN BVE0139708